# Borrowed Time (John Lennon)
Borrowed Time è una canzone dell'ultimo album di John Lennon e Yōko Ono Milk and Honey. Pubblicata come singolo postumo, la canzone è entrata al 32 posto nella Official Singles Chart.

## Il brano
La canzone fu scritta nelle Isole Bermuda durante le vacanze al mare che Lennon fece nel 1980. Nel viaggio da Newport Rhode Island alle Bermuda, lo yacht di Lennon incontrò una prolungata tempesta, e dovuto alla stanchezza e al forte mal di mare dell'equipaggio, Lennon fu costretto a pilotare lo yacht da solo per alcune ore. Lennon trovò questo terrificante ma tonificante, rinnovando le sue confidenze e meditando sulla fragilità della vita (Lennon pensò che la sua passata assuefazione all'eroina lo aveva reso immune al mal di mare). Una volta arrivato nelle Bermuda Lennon sentì la canzone di Bob Marley Hallelujah Time che conteneva l'espressione "borrowed time" e fu ispirato dalla sua recente esperienza a scrivere un testo riguardo a questo tema, inoltre Lennon fu anche ispirato dal feeling reggae della musica. Lennon commentò che vivere in un "tempo preso in prestito" (borrowed time) era esattamente la situazione in cui sentiva di aver vissuto per tutta la vita.
Il Lato B del disco contiene la canzone di Yoko Ono Your Hands proveniente dallo stesso album.

## Tracce singolo
1. Borrowed Time - 4:30
2. Your Hand (Yoko Ono) - 3:04

## Cover
La canzone fu incisa di nuovo dagli Of a Revolution per il disco tributo Instant Karma: The Amnesty International Campaign to Save Darfur, la campagna dell'Amnesty International per alleviare la crisi in Darfur.